# 水野重功
水野 重功（みずの しげかつ、1885年（明治18年）3月20日 - 1960年（昭和35年）5月4日）は、日本の検事、弁護士。朝鮮総督府官僚。

## 経歴
山形県鶴岡市出身。水野重慎の息子として生まれる。荘内中学校（現山形県立鶴岡南高等学校）、第四高等学校を経て、1909年（明治42年）、東京帝国大学法科大学独法科を卒業。統監府判事を経て、朝鮮総督府判事となった。平壌地方裁判所判事、京城地方法院判事、同検事、京城覆審法院検事、京城地方法院検事、大邱地方法院検事、京城覆審法院検事、高等法院検事、朝鮮総督府法務局刑事課長、同法務課長、高等法院検事を歴任し、1930年（昭和5年）に欧米諸国を視察した。帰国後、京城地方法院検事正、平壌覆審法院検事長、京城覆審法院検事長を経て、1943年（昭和18年）に高等法院検事長に就任した。1945年（昭和20年）に帰国。
戦後は鶴岡で弁護士を開業した。